# Involution (roman)
Pour les articles homonymes, voir Involution.
Involution est un roman de science-fiction de Johan Heliot.
Le titre fait référence à l'involution médicale, qui consiste en une régression spontanée ou provoquée d'un organe ou d'un organisme vivant. Dans le roman, il s'agit de « l'involution de l'humanité » mise en œuvre par une puissance extraterrestre.

## Publications
Le roman a été publié en France en janvier 2014 par les éditions J'ai lu, collection Nouveaux Millénaires no 29, avec une illustration de Flamidon.
Il a été réédité par les éditions J'ai lu en format poche en avril 2015 sous le no 11121. 

## Résumé

Le déclin brutal et inattendu de l'humanité (métaphore).

Chloé Villeroy est une jeune Française expatriée au Brésil, travaillant pour Foréa, une société d'extraction pétrolière et gazière. Elle est heureuse de s'abstraire de ses soucis conjugaux en cours. Les ingénieurs de la société Foréa pensent que si depuis 150 ans on a quasiment exploité la plupart des nappes gazières et pétrolières de surface et de quasi-surface (du sol à une profondeur de 5 km), on peut en revanche trouver d'immenses gisements de gaz et de pétrole en forant à 200 kilomètres de la surface, grâce à de nouvelles technologies.
Alors que le forage vient à peine de commencer et que Chloé se trouve avec sa machine de forage à plusieurs dizaines de kilomètres sous la surface, il se produit une anomalie majeure dans la magnétosphère terrestre, appelée bientôt AMAS par les médias (« Anomalie Magnétique de l’Atlantique Sud »). Cette anomalie préoccupe les scientifiques car on a affaire à un phénomène géophysique d’une ampleur inégalée depuis l’extinction des dinosaures. Les villes brésiliennes sont les premières à en percevoir les effets : à São Paulo, tous les appareils de communication commencent à tomber en panne, ce qui conduit la ville au chaos. 
Tandis que les scientifiques ne sont pas d'accord entre eux sur les causes du phénomène, que les personnalités politiques sont impuissantes à en juguler ses effets et que de violents émeutes éclatent, Chloé découvre qu'elle a été annihilée par une Puissance qui a « scanné » son esprit. Son corps est mort, mais son esprit reste vivant à l'intérieur d'une intelligence artificielle extraterrestre. Après un moment d'adaptation, elle entame un dialogue avec cette intelligence artificielle. Elle apprend d'une part que son esprit a été scanné afin qu'elle serve de « moyen de communication » entre l'IA et les humains, et d'autre part que la fin de l'humanité est proche.
En effet, ce qu'apprend Chloé est terrifiant : en une époque antique, il y a des milliards d'années, eut lieu une lutte entre deux factions d'extraterrestres ultrapuissants. Les premiers (« les Anciens ») voulaient un univers limité, fini, maîtrisable, tandis que leurs adversaires (« les Initiateurs ») souhaitaient un univers dynamique, infini, sans cesse en expansion. Les Initiateurs ont réussi à créer les conditions physiques de l’Expansion, induisant un univers infini qui ne cesse de s'agrandir. Pour la réussite de leurs plans, ils ont stocké dans des planètes et des étoiles des matériaux dont ils auront besoin par la suite pour réaliser leur plan. Or il se trouve que la Terre contient en son cœur d'immenses réserves de fer. En forant en direction du manteau terrestre, les humains ont « réveillé » l'intelligence artificielle qui a pris les contre-mesures automatiques prévues par les Initiateurs : supprimer de la surface du sol les causes qui ont fait se réveiller l'IA. L'humanité va donc disparaître, sans que nul ne puisse s'y opposer, car en fin de compte, l'humanité est comme une fine surface de microbes sur la planète : de même que l'univers n'a pas été créé pour les humains (ni même la Terre d'ailleurs), ceux-ci peuvent disparaître, non sans que l'intelligence artificielle extraterrestre n'ait recueilli et scanné, aux fins d'archives, le maximum d'informations sur la surface de la Terre et sur ceux qui la peuplent. L'être humain n'existera peut-être plus sur Terre, mais son existence sera en fait éternelle au sein de l'IA.